# San Juan (dopływ Kolorado)
San Juan, San Juan River (pol. Rzeka św. Jana) – znaczący dopływ rzeki Kolorado w USA, płynący przez stany Kolorado, Nowy Meksyk i Utah. Długość rzeki wynosi 616 km a wielkość dorzecza blisko 60 tys. km² zbierając wody z części stanów przez które przepływa, oraz dodatkowo z północnej części stanu Arizona.
Rzeka ma źródła w Górach Skalistych, na zboczach góry San Juan, a uchodzi do Kolorado w miejscu, gdzie ta tworzy Jezioro Powella. Największymi dopływami lewobrzeżnymi są Navajo, Chinle Creek, Chaco, a prawobrzeżnymi Piedra, Los Pinos i Animas.
Rzeka ze względu na duży spadek, skaliste otoczenie i wspaniałe widoki jest popularnym miejscem uprawiania raftingu. Ponadto popularne jest wędkowanie ze względu na dużą obfitość pstrągów. W miejscu wspaniałych meandrów rzeki wyciętych w skałach utworzono w 1962 roku Park stanowy Goosenecks. 

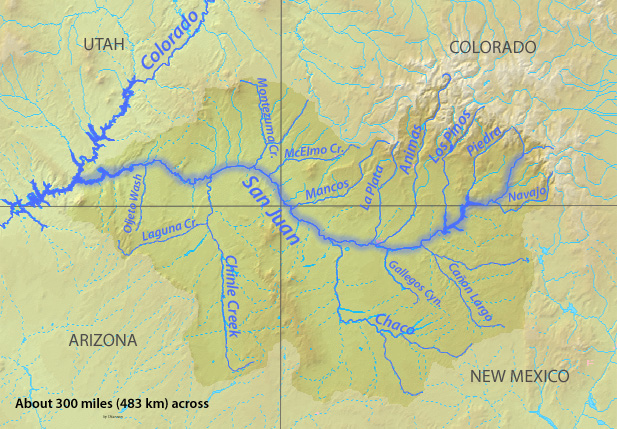
Mapa dorzecza San Juan